# Seminabathea
Seminabathea is een geslacht van kevers uit de familie bladkevers (Chrysomelidae).
De wetenschappelijke naam van het geslacht werd in 1994 gepubliceerd door Borowiec.

## Soorten
- Seminabathea arabica (Spaeth, 1911)